# مرفوض
مرفوض قرية سعودية، تتبع مركز السديره التابعة لمحافظة الطائف في منطقة مكة المكرمة. تقع في جنوب شرق الطائف، وتبعد عنها قرابة 70 كم.

## القرية
تبعد القرية عن المركز 25 كيلو متر بإتجاه الجنوب، نوع الطريق أسفلت بمسافة  12 كم وطريق وعر بمسافة 13 كم. أقرب مدينة أو قرية بها خدمات ورعاية صحة هو مركز زعفران الذي يبعد حوالي 7 كم من القرية. خدمات التعليم: مدرسة ثابت بن قيس الابتدائية ومحمد بن سيرين المتوسطة (بنين)، مدرسة وادي مرفوض الابتدائية ووادي مرفوض المتوسطة (بنات)، مدرسة وادي مرفوض تعليم كبيرات. تحتوي القرية على دفاع مدني وكهرباء عامة وخدمة بلدية وخدمة بريد وبث تلفزيوني.